# Open de Tenis Ciudad de Pozoblanco 2025
L'Open de Tenis Ciudad de Pozoblanco 2025 è stato un torneo maschile di tennis professionistico. È stata la 23ª edizione del torneo, facente parte della categoria Challenger 75 nell'ambito dell'ATP Challenger Tour 2025, con un montepremi di 91 000 €. Si è giocato dal 14 al 20 luglio 2025 sui campi in cemento del Club Tenis Pozoblanco di Pozoblanco, in Spagna.

## Partecipanti

### Teste di serie
| Nazionalità | Giocatore            | Ranking* | Testa di serie |
| ----------- | -------------------- | -------- | -------------- |
| Francia     | Hugo Grenier         | 175      | 1              |
| Kazakistan  | Michail Kukuškin     | 189      | 2              |
| Spagna      | Alejandro Moro Cañas | 208      | 3              |
| Regno Unito | Johannus Monday      | 224      | 4              |
| Spagna      | Daniel Mérida        | 235      | 5              |
| Cina        | Sun Fajing           | 244      | 6              |
| Uzbekistan  | Khumoyun Sultanov    | 246      | 7              |
| Regno Unito | Oliver Crawford      | 248      | 8              |

* Ranking al 30 giugno 2025.

### Altri partecipanti
I seguenti giocatori hanno ricevuto una wild card per il tabellone principale:
- Miguel Cejudo
- Rafael Jódar
- Alejandro López Escribano

I seguenti giocatori sono entrati in tabellone come alternate:
- Robin Bertrand
- Tiago Pereira

I seguenti giocatori sono passati dalle qualificazioni:
- Ryan Peniston
- Fabrizio Andaloro
- Darwin Blanch
- Aryan Shah
- Edward Winter
- Álex Martínez

## Punti e montepremi
| Torneo    | Torneo              | V      | F     | SF    | QF    | 2T    | 1T  | Q | Q2  | Q1  |
| Singolare | Punti               | 75     | 44    | 22    | 12    | 6     | 0   | 4 | 2   | 0   |
| Singolare | Premi in denaro (€) | 12 980 | 7 620 | 4 550 | 2 635 | 1 535 | 950 | – | 360 | 185 |
| Doppio    | Punti               | 75     | 44    | 22    | 12    | –     | 0   | – | –   | –   |
| Doppio    | Premi in denaro (€) | 4 250  | 2 450 | 1 480 | 880   | –     | 500 | – | –   | –   |

## Campioni

### Singolare
Daniel Mérida ha sconfitto in finale  Sun Fajing con il punteggio di 6–3, 6–4.

### Doppio
Iñaki Montes de la Torre /  Sun Fajing hanno sconfitto in finale  Anthony Genov /  Roy Stepanov con il punteggio di 6–1, 7–6(8).